# Julio Dittborn
Julio Cristóbal Dittborn Cordua (Santiago, 19 de octubre de 1951) es un ingeniero comercial y político chileno, militante de la Unión Demócrata Independiente (UDI), partido del cual fue presidente entre 1990 y 1992. Se ha desempeñado como diputado por el antiguo distrito N.° 23 de la Región Metropolitana, durante tres periodos consecutivos, desde 1998 hasta 2010. Posteriormente, sería subsecretario de Hacienda, entre 2011 y 2014, bajo el primer gobierno de Sebastián Piñera. Actualmente es concejal de la comuna de Las Condes, desde el 6 de diciembre de 2016, tras ser reelecto en el 2021; en simultáneo ha servido como asesor en el Ministerio de Hacienda durante el segundo gobierno de Piñera.

## Biografía

### Primeros años de vida y familia
Nació el 19 de octubre de 1951, en Santiago, hijo de Julio Dittborn Murillo y Melita Cordua.
Realizó sus estudios primarios y secundarios en el Colegio Alemán de Santiago, de donde egresó el año 1969. En 1970, ingresó a la Pontificia Universidad Católica (PUC), donde se tituló de ingeniero comercial, mención en economía. Posteriormente, viajó a Estados Unidos, donde realizó un magíster en economía en la Universidad de Chicago, entre los años 1976 y 1978.

#### Matrimonio e hijos
Es casado con Beatriz Paulina Mayer Gligo, y es padre de cuatro hijos.

### Vida laboral
En el ámbito laboral, entre los años 1975 y 1976, fue columnista económico del diario La Tercera, en Santiago. Al retornar al país, entre 1979 y 1987, asumió como director de la Asociación Nacional de Ahorro y Préstamo (ANHP). También se desempeñó como subdirector nacional de la Oficina de Planificación Nacional (ODEPLAN) y entre 1981 y 1986, fue director de la Refinería de Petróleos de Concón. Paralelamente, entre 1983 y 1985, fue director de la Dirección General de Promoción de Exportaciones (también conocida como ProChile). Así mismo, en 1985, asumió como director de la AFP Concordia y desde esa fecha hasta 1986, ocupó el cargo de gerente general de la Asociación de Instituciones de Salud Previsional.
Entre 1987 y 1988, fue agregado comercial de la embajada de Chile en Argentina. Ese mismo año, asumió como director de la Isapre Banmédica, cargo que mantuvo hasta 1993.
Entre 1989 y 1995, fue decano de la Facultad de Ciencias Económicas y Administrativas de la Universidad Andrés Bello (UAB). Además de profesor de la cátedra de economía en la Universidad de Chile, en la Universidad Católica de Chile, en la Universidad Católica de Valparaíso y en la Universidad Andrés Bello. En simultáneo, fue profesor en la Universidad DePaul, ubicada en Chicago, Illinois, Estados Unidos.
Entre el 2010 y 2011, fue decano de la Facultad de Economía y Negocios de la Universidad Mayor.

## Trayectoria política
Inició su actividad política en 1989, al integrarse al partido Unión Demócrata Independiente (UDI). En marzo de 1990 y hasta febrero de 1992, asumió la presidencia del partido.
En noviembre de 1993 se postuló como senador por la Circunscripción 1, correspondiente a la Región de Tarapacá. Sin embargo, no logró los votos necesarios para el cargo.
En diciembre de 1997 fue elegido diputado por el distrito N.° 23 (correspondiente a las comunas de Las Condes, Vitacura y Lo Barnechea), por el período legislativo 1998-2002. Obtuvo la primera mayoría con 58.446 votos, correspondientes al 34,05% del total de los sufragios válidos. En este periodo integró las comisiones permanentes de Hacienda; y de Trabajo y Seguridad Social. Así mismo, integró la Comisión Especial de Seguridad Ciudadana; la Comisión especial destinada a estudiar la posibilidad de que el Campeonato Mundial de Fútbol de 2010 sea realizado en Chile; la Especial de Presupuesto para el 2001; y Especial de Presupuesto 2001 para el 2002.
En las elecciones de diciembre de 2001, conservó su escaño por el mismo distrito, para el periodo 2002-2006. Mantuvo la primera mayoría distrital con 80.016 votos, correspondientes al 44,67% del total de los sufragios válidos. En esta ocasión continuó integrando las comisiones anteriores y participó en la Comisión Especial Mixta de Presupuestos, y sobre la Situación Tributaria de la Minería Privada. Además de la Comisión Investigadora sobre Derechos de los Trabajadores.
En diciembre de 2005, fue nuevamente reelecto en la misma división electoral, por el periodo 2006-2010. Obtuvo la primera mayoría distrital con 79.167 votos, equivalentes al 39,21% de los sufragios válidamente emitidos. Dicho distrito presentó la particularidad de ser el único distrito electoral donde la Alianza por Chile ha elegido a sus dos candidatos a diputado desde 1993, porque su votación dobló en número a la Concertación. Siguió integrando las comisiones permanentes de Trabajo y Seguridad Social y, se sumó a las de Superación de la Pobreza, Planificación y Desarrollo Social; y de Hacienda.
Formó parte, además, de las comisiones investigadoras sobre Casinos de Juego; de Asesorías Efectuadas en Reparticiones Gubernamentales; por Avisaje del Estado; y sobre Accionar de la Dirección del Trabajo. Asimismo, integró las comisiones especiales de Libertad de Expresión y Medios de Comunicación; sobre Deudas Históricas; de la Juventud; de la Desigualdad y Pobreza; y Mixta de Presupuestos. Fue además, parte de los grupos interparlamentarios chileno-alemán, chileno-brasileño, chileno-británico y chileno-chino.
Para las elecciones de diciembre de 2009, decidió no repostular a la Cámara de Diputados.
En marzo de 2010, en el marco del primer gobierno de Sebastián Piñera, fue nombrado secretario ejecutivo de la Comisión Bicentenario, pero dejó el puesto luego de un mes debido a "razones personales". El 29 de julio de 2011 Dittborn fue designado subsecretario de Hacienda, ocupando así el puesto dejado por Rodrigo Álvarez Zenteno, ejerció la titularidad hasta el final del gobierno en marzo de 2010.
En las elecciones municipales de 2016, fue electo concejal por Las Condes, siendo reelecto en el cargo, en las elecciones de 15 y 16 de mayo de 2021.
Durante el segundo gobierno del presidente Sebastián Piñera, se desempeñó como «coordinador de servicios», en el Ministerio de Hacienda.

## Controversias
Una investigación periodística efectuada el año 2009 por el programa Informe especial de Televisión Nacional de Chile (TVN), mostró que el diputado hacía pagar dos arriendos de oficinas distritales a la Cámara de Diputados las que, en realidad, eran ocupadas como viviendas por adherentes. La comisión de ética de la Cámara de Diputados reprochó el actuar de Dittborn, ya que no puso en conocimiento de la Cámara el destino que asignó a las viviendas. El caso fue además investigado por el Ministerio Público, pero los antecedentes fueron posteriormente archivados.
El segundo semestre de 2009 anunció que no volvería a postularse al cargo de diputado, optando por dedicarse a ciertos proyectos en Estados Unidos. Esta decisión estuvo acompañada de críticas hacia Rodrigo García Pinochet, nieto de Augusto Pinochet Ugarte, que se postuló como candidato independiente al Distrito 23. Según Dittborn, la candidatura de García Pinochet peligraba que la Alianza por Chile doblara el número de diputados en aquel distrito, como venía haciendo desde 1993. Durante las elecciones parlamentarias de aquel año, Dittborn apoyó al candidato Ernesto Silva Méndez de la UDI.

## Historial electoral

### Elecciones parlamentarias de 1993
- Elecciones parlamentarias de 1993, candidato a senador para la Circunscripción 1, Región de Tarapacá.[2]

### Elecciones parlamentarias de 1997
- Elecciones parlamentarias de 1997, candidato a diputado por el distrito 23 (Las Condes, Vitacura y Lo Barnechea), Región Metropolitana[14]

### Elecciones parlamentarias de 2001
- Elecciones parlamentarias de 2001, candidato a diputado por el distrito 23 (Las Condes, Vitacura y Lo Barnechea), Región Metropolitana[15]

### Elecciones parlamentarias de 2005
- Elecciones parlamentarias de 2005, candidato a diputado por el distrito 23 (Las Condes, Vitacura y Lo Barnechea), Región Metropolitana[16]

### Elecciones municipales de 2016
- Elecciones municipales de 2016, para el concejo municipal de Las Condes.[17]

(Se consideran solamente los candidatos electos, de un total de 60)

### Elecciones municipales de 2021
- Elecciones municipales de 2021, para el concejo municipal de Las Condes[18]